# Shalom Auslander
Shalom Auslander (New York, 1970) è uno scrittore statunitense.
Di ascendenza ebraica, saggista e giornalista, è cresciuto a Monsey (Stato di New York), dove dice di esser stato "educato come un manzo". Il suo stile è rimarchevole per l'ironica prospettiva ebraica e l'approccio nichilista. Spesso Auslander cita come modello ispiratore l'autore e umorista David Sedaris.

## Biografia
Auslander è cresciuto a Monsey e ha frequentato le scuole superiori presso l'accademia talmudica Marsha Stern a Manhattan.  A quel tempo viveva a Teaneck. Lo zio di Auslander, fratello di sua madre, è il rabbino Dr Norman Lamm il Cancelliere della Yeshiva University. Auslander è sposato ed ha un figlio (nato mentre scriveva il libro, e quindi interprete involontario del suo diario) e risiede a  Woodstock, New York.
Auslander ha pubblicato una raccolta di racconti intitolata Beware of God (Attenti a Dio - marzo 2006) e un diario, Foreskin's Lament: A Memoir (ottobre 2007), pubblicato da Guanda col titolo Il lamento del prepuzio. I contributi di Auslander, che spesso trattano del suo passato di ebreo ortodosso, sono apparsi anche nella trasmissione radiofonica This American Life (National Public Radio) e sulla rivista The New Yorker. È stato finalista per la stagione 2003-2004 del Premio Jewish Book Award dedicato ai “Giovani scrittori su tematiche ebraiche”.

## Opere

### Romanzi
- Il lamento del prepuzio – Guanda 2008
- Prove per un incendio – Guanda 2012

### Racconti & articoli
- A Dio spiacendo – Guanda 2008 (Beware of God, Simon and Schuster, 2005)
- Picador Shots - Holocaust Tips for Kids, Picador, 16 giugno 2006
- The New Yorker (15 gennaio, 2007)[9]
- "Nip it, bud", apparso in Men's Health (giugno 2008)[10]
- Articolo di Auslander su The Guardian, 30 luglio 2008[11]